# Chiesa di Sant'Eleucadio
La chiesa di S.Eleucaudio è un edificio di culto scomparso della città di Ravenna che si trovava fuori dal sobborgo di Classe nell'area cimiteriale, comprendente alcuni grandi edifici religiosi di cui sopravvive la sola Basilica di S.Apollinare in Classe. Era dedicato al terzo vescovo della città, come attestato dalla più antica cronotassi dei vescovi locali.
La sua ubicazione è incerta e dell'edificio sopravvive il solo ciborio in pietra istoriata ora visibile presso la navata sinistra della basilica sopra citata.